# Frank Thomas Shaw
Frank Thomas Shaw (ur. 7 października 1841, zm. 24 lutego 1923) – amerykański polityk związany z Partią Demokratyczną. W latach 1885–1889 był przedstawicielem drugiego okręgu wyborczego w stanie Maryland w Izbie Reprezentantów Stanów Zjednoczonych.